# Tempietto di Santa Croce
Il tempietto di Santa Croce di Bergamo si trova nella parte alta della città, in prossimità della basilica di Santa Maria Maggiore, con accesso da via Arena. L'edificio è un importante esempio dell'architettura romanica bergamasca.

## Storia
Si tratta di un edificio ecclesiale, risalente alla prima metà dell'XI secolo, anche se le prime notizie storicamente documentate risalgono al 1133, in un documento notarile che riporta ecclesia sancte Crucis, dal 1169 indicata come cappella episcopi così come nel 1173, sempre in un atto notarile del vescovo Guala fu rogato in cappella episcopi.
A dispetto di ciò che le dimensioni, le fattezze e la posizione potrebbero suggerire, il tempietto non è mai servito da battistero.
Le prime decorazioni risalgono al 1360 promosse dal vescovo Lanfranco de Saliverti. Nel 1440, causa la riorganizzazione del vescovado, e per permettere la costruzione della scala che portava all'interno della curia, parte dell'oratorio divenne sotterranea. 
Nel 1561 venne rivalorizzato l'oratorio dal vescovo Federico Cornaro, e nel XVII secolo  decorati i semicatini delle absidi, successivamente delle trombe, della lanterna e della cupola.
La sua posizione chiusa tra la grande Basilica di Santa Maria Maggiore, e i palazzi della curia, l'ha nascosto all'attenzione dei visitatori, e anche dagli studiosi, è infatti solo del 1939 il primo intervento di restauro nell'ambito del piano di risanamento della città, e agli studi di Luigi Angelini compiuti nel 1940, che lo collegano ad altri edifici a pianta quadra tutti risalenti al X e XI secolo. Il tempietto viene successivamente collocato tra gli edifici a pianta centrale che hanno il loro precedente carolignio nella Cappella Palatina di Aquisgrana. Mentre Joelle Leoni nel 1999 ipotizza collegamenti con il Tempietto di San Pietro in Montorio opera del Bramante, attivo in Bergamo con gli affreschi per il palazzo della Ragione e i Sette savi del palazzo del Podestà.
L'edificio fu oggetto di importante recupero nel XXI secolo su iniziativa del vescovo Roberto Amadei, e progetto dell'architetto Pino Calzana che ha provveduto a dissotterrare la parte inferiore della chiesa che hanno permesso un maggiore studio della sua storia architettonica.

## Descrizione
Il tempietto è un tipico esempio dell'architettura romanica bergamasca, aggiungendosi ad altri monumenti del genere della provincia orobica, tra i quali spiccano la rotonda di San Tomè, la basilica di Santa Giulia e il priorato di Sant'Egidio.

### Esterno
L'esterno, si presenta in due parti sovrapposte. È composto da piccoli cocci in pietra arenaria bruna, la parte inferiore quadrilobata è divisa da lesene che si intercalano ciascuna da tre archetti. La parte superiore in forma ottagonale, presenta finestre rettangolari, che sostituiscono le bifore preesistenti. Risulta un piano inferiore, ora non accessibile, il quale corrisponde a quello che era l'originaria aula della Curia, questo a testimoniare che la Basilica, il palazzo vescovile e la Cappella episcopi erano sul medesimo piano e facevano parte di una grande unico complesso.

### Interno
L'interno, a pianta quadrangolare, presenta nei catini absidali gli affreschi opera di Cristoforo Baschenis il Giovane: La Deposizione, Il ritrovamento della croce da parte di sant'Elena, Il miracolo attestante l'autenticità della croce e L'imperatore Costantino recante la croce in Roma.
Nella parte superiore, quattro bassorilievi raffigurano i simboli degli evangelisti, e nella lanterna quattro vegliardi con il mitra vescovile, che raffigurano: Sant'Ambrogio, sant'Agostino, san Gerolamo, e Gregorio Magno; sulla cupola l'affresco raffigurante il Padre eterno, entrambe opere attribuite a Francesco Coghetti, e affreschi di Giovan Battista Guarinoni d'Averara della seconda metà del XVI secolo raffiguranti episodi tratti dalla Leggenda Aurea di Jacopo da Varagine.
All'interno della cupola ottagonale, tracce dei capitelli delle antiche bifore.